# Quer
|  | Per a altres significats, vegeu «Quer (orografia)». |

Quer és un municipi de la província de Guadalajara, a la comunitat autònoma de Castella-La Manxa.

## Demografia
| 1991 | 1996 | 2001 | 2004 |
| ---- | ---- | ---- | ---- |
| 105  | 107  | 87   | 449  |